# Llanybydder
Llanybydder (pron.: / ɬanəˈbəðɛr/) è una cittadina di circa 2.800 abitanti del Galles sud-occidentale, facente parte della contea del Carmarthenshire e situata lungo il corso del fiume Teifi.

## Geografia fisica

### Collocazione
Llanybydder si trova nella parte settentrionale della contea del Carmarthenshire, lungo il confine con la contea del Ceredigion ed è situata tra Lampeter e Llandysul (rispettivamente ad ovest della prima e a nord-ovest della seconda).

## Società

### Evoluzione demografica
Al censimento del 2013, Llanybydder contava una popolazione pari a 2.832 abitanti. Nel 2001, contava invece una popolazione pari a 2.543 abitanti, di cui il 52% era costituito da donne.

## Edifici d'interesse
Tra gli edifici d'interesse di Llanybydder figura la chiesa di San Paolo, chiesa di origine medievale ricostruita alla fine del XIX secolo.

## Sport
- La squadra di rugby locale è il Llanybydder RFC[6]